# Афіда Тернер
Афіда Тернер (справжнє ім'я Хафідда Мессаї; нар. 22 грудня 1976, Ошель, Па-де-Кале) — співачка, медіа-персона, французька актриса, відома своєю участю в різних реаліті-шоу. Раніше вона використовувала псевдоніми Леслі і Леслі Месс.
Французькій публіці стала відома — під іменем Леслі — під час участі в реаліті-шоу Loft Story 2, що вийшло в ефір у 2002 році. Після шоу спробувала себе як співачка, випустивши записи під назвою Lesly Mess. Переїхала до Сполучених Штатів, щоб продовжити там музичну кар'єру. Вийшовши заміж за сина Айка та Тіни Тернер, вона використовує ім'я Афіда Тернер. У 2010- х роках повернулася в французькі ЗМІ через сингли Come With Me і Born an angel зі свого твору «Париж-Голлівуд», а потім з'явилася в нових телевізійних шоу.
Вона також відзначилася як актриса в кіно : Заткнись і стріляй! (2006), The Sweep (2008), Single Black Female (2009), Visions Interdites (2011) і Lumière Noire (2018).
У січні 2022 року знялася у виставі Requiem pour une conne в театрі Тревіз у Парижі .

## Біографія

### Молодість
Хаффіда Мессаї народилася в сім'ї алжирців, в Ошелі в Па-де-Кале. Коли їй було два роки, батько насмерть побив її матір. До шістнадцяти років вона жила в дитячому будинку та в прийомних сім'ях Потім працювала продавцем в магазинах готового одягу, деякий час працювала в паризькому барі-лаунжі Buddha Bar .

### Кар'єра

#### Початок
З 1990-х років вона пробувала зробити кар'єру співачки. Водночас стала ведучою на французькому музичному телеканалі Трейс Урбан, використовуючи з того часу псевдонім Lesly.

#### Лофтова історія
У 2002 році була помічена командою Star Academy, якій вона надсилала пісні. З нею знову зв'язалися кастинг-менеджери, які найняли її як кандидатку на другий сезон реаліті-шоу Loft Story. Пізніше вона пояснює, що погодилася брати участь у Loft Story з єдиною метою — зробити себе відомою.
Шоу, в якому вона виділяється своєю агресивною та відвертою позицією — у той час її продовжують називати Леслі — дозволяє їй здобути популярність. Виключена з шоу після чотирьох тижнів перебування, випустила під ім'ям Lesly Mess свій перший сингл Not the one you believe. Також вона публікує автобіографічну книгу під назвою «Мій батько вбив мою матір». Наступного року випустила Roc Attitude, свій перший альбом, з якого були взяті ще два сингли: Неслухняна дівчина і відпочинок на небесах.

#### В США
Протягом 2003 року вона переїхала до Сполучених Штатів, щоб спробувати удачу та записати назви англійською мовою. Пізніше вона заявила, що "втекла до США бо медіа ажіотаж стало важко переносити у Франції. У 2004 році вона знялася в музичному кліпі Black Eyed Peas Shut Up. Після того, як три роки вона була супутницею репера Куліо, у 2007 році стала дружиною Рональда Тернера, сина Айка та Тіни Тернер. Після цього вона бере собі сценічне ім'я Афіда Тернер. Продовжуючи свою співочу кар'єру, знялася в трьох фільмах: «Заткнись і стріляй», «Зачистка» та «Самотня чорна жінка».
У 2009 році вона оголосила, що працює з компанією Trendy Prod над проектом реаліті-шоу, який буде зосереджений на ній та її кар'єрі в Сполучених Штатах і який буде називатися «Американська мрія Афіди Тернер».

#### Повернення до Франції
Однак завдяки іншому реаліті-шоу вона повернулася у ЗМІ у Франції. : у 2011 році вона була серед кандидатів у французьке шоу, яке має відзначити десять років реаліті-телебачення, Carré ViiiP. Це шоу мало погані рейтинги, через що його зупинили через тринадцять днів після виходу. Пізніше Афіда Тернер пояснює, що брала участь в цьому шоу, щоб випустити два сингли, які в кінцевому підсумку так і не вийшли через зупинку реаліті-шоу.
Афіда Тернер, яка ділить своє життя між Францією та Сполученими Штатами, тим не менш, продовжує виступати на французькому телебаченні в таких шоу, як 100 % маг на M6. В основному вона з'являється як гість на багатьох знімальних майданчиках, зокрема на NRJ12 у таких програмах, як Le Mag.
У 2011 році вона випустила сингл Come with Me та альбом Paris-Hollywood.
У 2013 році Афіда Тернер отримує роль у фільмі Заборонені побачення. Від 30 грудня 2013 до 3 січня 2014 року, вона запрошена зірка " із «Майже ідеальної вечері» на М6, під час якої їй доводиться ділити стіл з чотирма іншими кандидатами. Її участь, під час якої вона особливо відзначилася, вигнавши одного зі своїх гостей, дозволила шоу досягти рекордної аудиторії .
В квітні 2014 року, вона випустила сингл Born an Angel.
У 2015 році Афіда Тернер продала лінію купальників, і оголосила про майбутній вихід свого третього альбому Testosterone, а також про створення шоу в Лас-Вегасі у вересні 2015 року Afida Turner Show на плато дю Маг на NRJ12. .
У 2016 році випустила парфум під своїм ім'ям.
У 2017 році стала оглядачем радіо Voltage FM. У 2017 році в інтерв'ю Gossip.net вона оголосила, що готує другу книгу під назвою «Кошмар у Голлівуді» .
У 2018 році зіграла роль гінеколога в незалежному драматичному фільмі Lumière noire Енгерана Жувена (один із тринадцяти молодих режисерів, відібраних Клодом Лелушом для участі в першій акції Ateliers),.
У 2019 році вона запустила власну ювелірну лінію Star Collection By Afida Turner у співпраці з італійським ювеліром Стефано Андолфі,,.
З 2020 року вона регулярно виступає як оглядач у Touche pas à mon poste!.
Вона в афіші театральної вистави Requiem pour une conne з 17 січня по 16 лютого 2022 року в театрі Тревіз у Парижі.

## Екстравагантність і відомість
Афіда Тернер відрізняється численними екстравагантністями, які кваліфікують як «медійні авантюри». Різні ЗМІ насмішкуваті хроніки її публічних виступів, чи то через її кричущі вбрання чи її химерну поведінку,.ЇЇ численні участі у телевізійних програмах (ток-шоу та інші) регулярно супроводжуються «злом»  "а присвячені їй репортажі підкреслюють її ексцентричність і вибуховий характер.
Окрім телевізійних виступів, Афіда Тернер публікує повідомлення в Інтернеті в соціальних мережах — Facebook кілька повідомлень, які відрізняються використанням Franglais, приблизною граматикою та сумнівним написанням,,.
ЇЇ особистість також здобула ядро шанувальників у гомосексуальному співтоваристві.

### Медіа сплески
У 2011 році вона з тріском покинула проект Не торкайтеся мого телевізора після того, як один із оглядачів, кінокритик Крістоф Карр'єр, сказав, що ніколи не чув про її кінокар'єру, яку вона, за її ж словами, веде в Сполучених Штатах.
Афіда Тернер регулярно виступає на Каннському кінофестивалі. У 2013 році кілька ЗМІ повідомили, що охорона не впустила її до Палацу фестивалів ,. За словами Афіди Тернер це сталося через її запізнення на сеанс.
У 2014 році вона вигнала гостя зі свого дому під час шоу Un diner майже парфе.
В лютому 2016 року, вона викликала новий шум у ЗМІ, звинувативши Бейонсе в плагіаті її стилю одягу та зачіски.
В серпні 2016 року, з нагоди американських президентських виборів, вона ще раз відзначилася, висловивши у Facebook свою підтримку Дональду Трампу ,, висловом — "Велика любов і повага до Дональда Трампа, який має яйця,.
У вересні 2016 року, під час одного зі своїх виступів у програмі Le Mad Mag —  на телевізійному зображенні з'являється її пеніс, коли вона розставила ноги. Потім вона стверджувала, що це сталося через проблему з підкладкою її сукні та занадто швидку підготовку перед входом на знімальний майданчик. Ці пояснення не переконують NRJ12, який повідомляє, що співачку більше не запрошуватимуть на свої шоу, оскільки її поведінка була "абсолютно неприйнятною, особливо в програмі, яка розрахована на підлітків 14/24 років , , ,. Співачка заперечує, що їй заборонили транслювати на NRJ12 і висловлює жаль «що історія про трусики викликає більше розмови, ніж її музика» .
Під час президентських виборів у Франції 2017 року вона вітала перемогу у другому турі Еммануеля Макрона, вбачаючи в ньому прихід "наймолодшого короля Франції з часів Наполеона I , ,.
Вона оголошує про свою підтримку Руху жовтих жилетів наприкінці 2018 року у веб-журналі VL, у Twitter , та в Instagram , .
Вона регулярно виступає як оглядач у Touche pas à mon poste! шляхом представлення теорій змови щодо пандемії Covid-19. 31 травня 2020 року, вона оголосила у Twitter про свою кандидатуру на президентських виборах у Франції 2022 року, однак зняла її 11 січня 2021 року.

### Згенеровано
Музичний журналіст Олів'є Кахін вважає, що популярність Афіди Тернер пов'язана не з її художнім талантом, а з її численними екстравагантностями в ЗМІ. : він описує її як «спеціаліст з словесної окупації на телевізорах, куди її запрошують », "примножуючи ризиковані англіцизми і демонструючи дивовижну сміливість. Та «ми не можемо її ненавидіти»: в її очах, незважаючи на сарказм і звинувачення в ексгібіціонізмі, яким вона регулярно піддається, Афіда Тернер це «все ще гарне обличчя  завдяки її бойовому духу» .

### Приватне життя
Афіда Тернер у 2000-х була супутницею американського репера та актора Куліо, також одночасно мала роман з американським боксером Майком Тайсоном . У 2007 році вона вийшла заміж за Рональда (відомого як " Ронні ) Тернер, ставши невісткою Тіни Тернер.
В червні 2016 року, вона повідомляє, що втратила дитину на третьому місяці вагітності,.
У жовтні Ле Матен повідомила, що їй прооперують дві пухлини, одну в матці, а іншу в грудях. За даними журналу Here, госпіталізована на кілька днів у Парижі, вона повернулася до Лос-Анджелеса на початку листопада, оголосивши про своє одужання.
12 червня 2017 року, ЗМІ Non Stop People розуміє, що вона розлучилася з Ронні Тернером після десяти років шлюбу, але готова помиритися і жити разом у Лос-Анджелесі.

## Діяльність

#### Сингли
Під іменем Леслі Месс
- 1998 рік : Без розуму від тебе[78]
- 2002 рік : Не той, який ти думаєш (трек 2 : Ти брешеш)[79] . Номінальний одиночний у Франції, . у Бельгії[80] і продано майже 100 000 exemplaires[81]
- 2002 рік: Неслухняна дівчина
- 2003 рік : Відпочинок у раю (трек 2 : Ти в мене є)[82] яку вона написала, коли їй було 16[5]

Як Афіда Тернер
- 2011 рік : Ходімо зі мною[40]
- 2014 рік : Народився ангелом[16]

### Фільмографія

#### Фільми
- 2006 рік : Заткнись і стріляй!, Сільвіо Полліо: Фіфі Бельмондо
- 2009 рік : The Sweep, Дейл Стеллі: банкір
- 2009 рік : Неодружена чорна жінка, Дейл Стеллі: синій
- 2013 рік : Заборонені бачення, Енн Гоміс і Ален Зіра: співак[20]
- 2018 рік : Чорне світло, Енгерран Жувен: гінеколог[29]

#### Серія
- 2000 рік : H : Клієнт у Sabri's bar
- 2009 рік : Злочинні уми : Роль Айві, вбитої серійним вбивцею, (щойно на фото) (епізод 25 з 4 сезон) (фільм у титрах)[83]

### Телебачення

#### Реаліті-телебачення
- 2002 рік : Loft Story (2 сезон)
- 2011 рік : Square Viiip
- 2014 рік : Майже ідеальний обід

#### Різні
- 2009 рік : 100 % магія : Афіда Тернер святкує Різдво на M6[84]
- 2010 рік : 100 % маг : Афіда Тернер у Сен-Тропе на M6[85]
- 2011 рік : Зірки будь-якою ціною на M6[86]
- 2013 рік : Журнал : Афіда Тернер у Голлівуді на NRJ12
- 2013 рік : Журнал : Афіда Тернер в Лос-Анджелесі на NRJ12
- 2013 рік : Спеціальний День Святого Валентина на М6
- 2013 рік : Афіда Тернер у Каннах на М6

### Інші

#### Автобіографічна книга
- Mon père a tué ma mère. Michel Lafon. 2002. с. 117. ISBN 2-84098-883-6.[5] (sous le nom de Lesly Mess)

#### Радіошоу
- 2017 рік : Напруга FM

#### Лінія одягу
- 2015 рік : MuchCouture від Afida Turner (лінія купальників)[25]

#### Парфуми
- 2016 рік : Афіда Тернер

#### Лінія ювелірних виробів
- 2019 рік : Колекція зірок від Афіди Тернер (у співпраці з італійським ювеліром Стефано Андолфі)

#### Театр
- 2022 рік : Реквієм по стерві (роль: Іна Стар)